# XFL (2001년)
XFL(X Football League)은 WWF가 2001년 2월 미국 전국 8개 팀으로 새롭게 만든 미식축구 리그이다. 기존 NFL과 비교해 볼때 상대적으로 공격적인 룰을 도입했으며, 여름에 미식축구 없이 지낼 수 없는 미국인들을 타켓으로 하였다. NBC는 당시 해당 리그를 생중계로 진행하였다.

## 진행과정
2001년 당시, 리그 개막전 시청률은 10.3%에 달했다. 하지만 그 후 여러 가지 문제점을 드러내면서, 2월 말에 열린 뉴욕 뉴저지-시카고 경기는 2.6%를 차지하였다. 이는 NBC 프라임 타임 스포츠 중계 역대 2번째 최악 시청률이다.
XFL은 위기에 대한 대안으로 "대학진학을 못한 고교졸업생을 영입할 예정"이라고 밝혔다. 하지만 "이는 학생들의 신중한 직업선택에 방해를 할 수 있다"는 이유로 전미풋볼코치협회측의 반발을 불러왔다.

## 파산
결국 WWF는 시즌 이후 리그 종료는 물론이고, 사업 실패를 선언하였다. 이 때문에 NBC, WWF는 3500만달러의 손해를 보았다. 미국 포춘지는 2005년 12월 7일 미국 역사적으로 주목할 만한 이색투자 13가지 중 하나로 XFL의 실패를 선정하였다.

## 재출범
2017년 9월 빈스 맥맨은 'UFL', '포 더 러브 오즈 풋볼'을 상표권 등록 신청하면서 풋 볼 리그 재도전을 선언한다. 하지만 UFL 대신 기존 XFL 명칭을 다시 사용하기로 결정하고, 2018년 1월 25일 기자회견을 통해 2020년 1월에 재출범시키겠다고 발표한다.
정식 명칭은 XFL (2020년).

## XFL 소속 팀
| 클럽                  | 연고지                    | 홈구장                         |
| --------------------- | ------------------------- | ------------------------------ |
| 동부 디비전           |                           |                                |
| 올랜도 레이지         | 플로리다주 올랜도         | 시트러스 보울                  |
| 시카고 엔포서스       | 일리노이주 시카고         | 솔저 필드                      |
| 뉴욕/뉴저지 히트맨    | 뉴저지주 이스트러더퍼드   | 자이언츠 스타디움              |
| 버밍햄 선더볼츠       | 앨라배마주 버밍햄         | 리전 필드                      |
| 서부 디비전           |                           |                                |
| 로스앤젤레스 익스트림 | 캘리포니아주 로스앤젤레스 | 로스앤젤레스 메모리얼 콜리세움 |
| 샌프란시스코 데몬스   | 캘리포니아주 샌프란시스코 | 퍼시픽 벨 파크                 |
| 멤피스 매니악스       | 테네시주 멤피스           | 리버티 보울 메모리얼 스타디움  |
| 라스베이거스 아웃로스 | 네바다주 라스베이거스     | 샘 보이드 스타디움             |

## XFL 경기장

### 동부 디비전
| 올랜도 레이지                     | 시카고 엔포서스               | 뉴욕/뉴저지 히트맨                          | 버밍햄 선더볼츠               |
| --------------------------------- | ----------------------------- | ------------------------------------------- | ----------------------------- |
| 시트러스 보울 (플로리다주 올랜도) | 솔저 필드 (일리노이주 시카고) | 자이언츠 스타디움 (뉴저지주 이스트러더퍼드) | 리전 필드 (앨라배마주 버밍햄) |
| 수용인원: 61,348명                | 수용인원: 61,500명            | 수용인원: 80,242명                          | 수용인원: 71,594명            |
|                                   |                               |                                             |                               |

### 서부 디비전
| 로스앤젤레스 익스트림                                      | 샌프란시스코 데몬스                        | 멤피스 매니악스                                 | 라스베이거스 아웃로스                      |
| ---------------------------------------------------------- | ------------------------------------------ | ----------------------------------------------- | ------------------------------------------ |
| 로스앤젤레스 메모리얼 콜리세움 (캘리포니아주 로스앤젤레스) | 퍼시픽 벨 파크 (캘리포니아주 샌프란시스코) | 리버티 보울 메모리얼 스타디움 (테네시주 멤피스) | 샘 보이드 스타디움 (네바다주 라스베이거스) |
| 수용인원: 93,607명                                         | 수용인원: 40,930명                         | 수용인원: 59,308명                              | 수용인원: 35,500명                         |
|                                                            |                                            |                                                 |                                            |

## 밀리언 달러 게임
| 시즌 | 날짜     | 경기장                         | 우승팀                | 스코어 | 준우승팀            | MVP           | 소속팀                |
| ---- | -------- | ------------------------------ | --------------------- | ------ | ------------------- | ------------- | --------------------- |
| 2001 | 4월 21일 | 로스앤젤레스 메모리얼 콜리세움 | 로스앤젤레스 익스트림 | 38-6   | 샌프란시스코 데몬스 | 호세 코르테즈 | 로스앤젤레스 익스트림 |

## 비판
XFL의 단점으로 시청자들이 지적한 부분은 지나치고 산만한 중계, 리그선수들의 실력 부족, 미국을 대표하는 스포츠가 너무 가볍게 흘러간다는 측면이었다. 이는 시청률 하락과 연관이 있다.

## 같이 보기
- XFL (2020년)